# Beleg van Corfinium
Het Beleg van Corfinium, de belegering van de Romeinse stad Corfinium, was de eerste militaire confrontatie in de burgeroorlog tussen Julius Caesar en de optimates, de politiek conservatieve  fractie van de Romeinse Senaat, die gesteund werden door Pompeius en zijn legioenen.

## Corfinium
Corfinium, een Romeinse stad ten oosten van de Apennijnen bij het hedendaagse Corfinio, was de hoofdstad van de Italische stam Paeligni. Tijdens de Bondgenotenoorlog werd de stad onder de naam Italica de hoofdstad van de opstandige Italische bondgenoten van Rome. De jaren daarna kregen alle inwoners van de Italische landen onder de Po Romeins burgerrecht.

## Burgeroorlog
In januari 49 v.Chr. was Julius Caesar met het 13e legioen Gemina met de bekende woorden: "Alea iacta est" (de teerling is geworpen) de Rubicon, de grensrivier tussen Gallia Cisalpina en het door de senaat bestuurde Italische thuisland, overgestoken. Met deze daad van agressie was de burgeroorlog een feit. Nadat Caesar Ariminum (Rimini) zonder geweld had ingenomen schaarden alle Noord-Italische steden zich aan Caesars' zijde.

## Beleg
Toen Pompeius dit hoorde verliet hij de hoofdstad Rome en trok hij naar Capua in het zuiden. Hij beval Domitius Ahenobarbus tegen Caesar op te trekken voordat deze Rome zou bereiken, maar Domitius weigerde en bleef in Corfinium. Caesar trok op naar Corfinium, waar hij op 14 februari in het jaar 49 v.C. aankwam. Caesars vooruitgeschoven troepen raakten bij de Aternus slaags met vijf cohorten van Domitius die bezig waren de brug over de rivier af te breken. Caesars troepen verjaagden de cohorten, die zich terugtrokken in de stad, waarna Caesar de brug over trok en voor de stadsmuren zijn kamp opsloeg. Versterkingen werden aangelegd in afwachting van de komst van voorraden en nieuwe troepen. Binnen drie dagen arriveerde de hoofdmacht van het 8e legioen, 22 cohorten nieuwe soldaten uit Gallië en 300 man cavalerie uit Noricum. Na een belegering van zeven dagen gaf de stad zich op 21 februari over.
Oorlogen van de Romeinse Republiek
· Romeins-Etruskische Oorlogen
· Romeins-Aequische Oorlogen
· Latijnse Oorlog
· Romeins-Hernicische Oorlogen
· Romeins-Volscische Oorlogen
· Samnitische oorlogen (Eerste, Tweede, Derde)
· Pyrrhische Oorlog
· Punische oorlogen (Eerste, Tweede, Derde)
· Illyrische Oorlogen (Eerste, Tweede, Derde)
· Macedonische Oorlogen (Eerste, Tweede, Derde, Vierde)
· Romeins-Seleucidische Oorlog
· Aetolische Oorlog
· Galatische Oorlog
· Romeinse Verovering van Hispania (Eerste Celtiberische Oorlog, Lusitanische Oorlog, Numantische Oorlog, Sertorische Oorlog, Cantabrische Oorlogen)
· Achaeïsche Oorlog
· Oorlog tegen Jugurtha
· Cimbrische Oorlog
· Servilische Oorlogen (Eerste, Tweede, Derde)
· Bondgenotenoorlog
· Sulla's Burgeroorlogen (Eerste, Tweede)
· Mithridatische oorlogen (Eerste, Tweede, Derde)
· Gallische Oorlog
· Romeinse expedities naar Britannia
· Burgeroorlog tussen Pompeius en Caesar
· Einde van de Republiek (Slag bij Mutina, Burgeroorlog tegen Brutus en Cassius, Siciliaanse Opstand, Perusiaanse Oorlog, Burgeroorlog tussen Antonius en Octavianus)
Oorlogen van het Romeinse Keizerrijk
· Germaanse Oorlogen (Teutoburgerwoud, Marcomannenoorlog, Alemannische Oorlogen, Gotische Oorlog, Visigotische Oorlogen)
· Romeinse verovering van Britannia
· Boudicca
· Armenische Oorlog
· Vierkeizerjaar
· Joodse Oorlog
· Romeins-Parthische Oorlog
· Romeins-Perzische oorlogen
· Burgeroorlogen van de derde eeuw
. Gotische oorlog (376-382)
. Gotische opstand van Alarik I
. Gildonische opstand
. Gotische oorlog (402-403)
. Pictische oorlog van Stilicho
. Oorlog van Heraclianus
. Oorlog van Radegaisus
. Rijnoversteek
. Romeinse Burgeroorlog 427-429
· Val van het West-Romeinse Rijk